# Aviosuperficie di Bagnoli di Sopra
L'aviosuperficie di Bagnoli di Sopra è un'aviosuperficie italiana situata a Bagnoli di Sopra in provincia di Padova.

## Storia
Autorizzata dall'ENAC, la pista è utilizzata in simbiosi con l'Aeroporto di Padova per l'addestramento dei piloti per le simulazioni di atterraggio e decollo.